# Kurt Oppelt
Kurt Oppelt (Vienna, 18 marzo 1932 – Orlando, 16 settembre 2015) è stato un pattinatore artistico su ghiaccio austriaco.
Era attivo sia nel pattinaggio artistico su ghiaccio singolo che in quello a coppie.

## Carriera
Ha vinto la medaglia d'oro olimpica alle Olimpiadi invernali 1956 di Cortina d'Ampezzo nella gara di pattinaggio di figura a coppie insieme a Sissy Schwarz.
Ha partecipato anche alle Olimpiadi invernali del 1952.
Inoltre ha vinto tre medaglie ai campionati mondiali di pattinaggio di figura tutte nelle gare a coppie: una d'oro nel 1956, una d'argento nel 1955 e una di bronzo nel 1954.
Ha vinto inoltre tre medaglie ai campionati europei di pattinaggio di figura, una d'oro (1956), una d'argento (1954) e una di bronzo (1953) nel pattinaggio a coppie.
Ungherese di nascita, ha acquisito la cittadinanza austriaca nel 1985.

## Risultati

### In coppia con Sissy Schwarz
| Risultati            | Risultati           | Risultati           | Risultati           | Risultati           | Risultati           |
| Gare internazionali  | Gare internazionali | Gare internazionali | Gare internazionali | Gare internazionali | Gare internazionali |
| Evento               | 1952                | 1953                | 1954                | 1955                | 1956                |
| -------------------- | ------------------- | ------------------- | ------------------- | ------------------- | ------------------- |
| Giochi olimpici      | 9º                  |                     |                     |                     | 1º                  |
| Campionati mondiali  | 7º                  | 6º                  | 3º                  | 2º                  | 1º                  |
| Campionati europei   | 7º                  | 3º                  | 2º                  |                     | 1º                  |
| Gare nazionali       |                     |                     |                     |                     |                     |
| Campionati austriaci | 1º                  | 1º                  | 1º                  | 1º                  | 1º                  |

### Individuale
| Internazionali            | Internazionali | Internazionali | Internazionali |
| Evento                    | 1951           | 1952           | 1953           |
| ------------------------- | -------------- | -------------- | -------------- |
| Giochi olimpici invernali |                | 11º            |                |
| Campionati mondiali       |                |                | 11º            |
| Campionati europei        |                |                | R              |
| International             |                |                |                |
| Campionati austriaci      | 3º             | 3º             | 2º             |
| R = Ritirato              |                |                |                |